# محمد بياتي
محمد بياتي، من مواليد 5 مايو 1932م وهو لاعب كرة قدم إيراني سابق، ولاعب الوسط وحارس المرمى، لعب مع نادي تاج الإيراني ثم تدرب مع نادي تراكتور سازي من سنة 1970 إلى سنة 1975م، كما لعب مع منتخب بلاده في دورة الألعاب الصيفية الأولمبية والتي أستضافته العاصمة اليابانية طوكيو سنة 1964م.

## مصدر
1. ↑  محمد بياتي على فرق كرة القدم الوطنية.كوم

## وصلات خارجية
- Sports-Reference profile
- FIFA.com
- محمد بياتي على موقع الاتحاد الدولي (مؤرشف)  (الإنجليزية)
- محمد بياتي على موقع ناشيونال فوتبول تيمز (الإنجليزية)
- محمد بياتي على موقع أوليمبيديا (الإنجليزية)